# Condado de Douglas (Washington)
El condado de Douglas es un condado del del estado de Washington, Estados Unidos. Tiene una población estimada, a mediados de 2022, de 44 192 habitantes.
La capital del condado es Waterville y su ciudad más grande es East Wenatchee.
Fue fundado el 28 de noviembre de 1883 y debe su nombre al estadista Stephen A. Douglas.
Forma parte del Área Estadística Metropolitana de Wenatchee.

## Principales localidades
- Bridgeport
- Coulee Dam (parcial)
- East Wenatchee
- Mansfield
- Rock Island
- Waterville

## Otras comunidades
- Orondo
- Palisades
- Withrow